# Vera Broido
Vera Broido (ur. 7 września 1907, zm. 11 lutego 2004) – brytyjska historyk rosyjskiego pochodzenia. 

## Życiorys
Urodziła się w Petersburgu w 1907 roku jako córka rosyjskich rewolucjonistów żydowskiego pochodzenia. W latach 20. mieszkała w Berlinie. W 1941 jej mężem został brytyjski historyk Norman Cohn. Zasłynęła pracami historycznymi na temat kobiet rewolucji rosyjskiej, mienszewików i autobiografią. 

## Wybrane publikacje
- (redakcja) Broido, Eva L’vovna. Memoirs of a Revolutionary, Oxford University Press 1967.
- Apostles into Terrorists: Women and the Revolutionary Movement in the Russia of Alexander II, Maurice Temple Smith Ltd 1978.
- Lenin and the Mensheviks: The Persecution of Socialists under Bolshevism,  Westview Press 1987.
- Daughter of the Revolution: A Russian Girlhood Remembered, Constable 1999.